# Ahmed Kathrada
Ahmed Kathrada (21 augustus 1929 – 28 maart 2017) was een Zuid-Afrikaans politicus en activist tegen de apartheid. Hij was een vriend van Nelson Mandela.
In het Rivoniaproces werd hij in 1964 tot een levenslange gevangenisstraf veroordeeld. Tot 1982 zat hij gevangen op Robbeneiland. Vanaf oktober 1982 zat hij gevangen in de Pollsmoor-gevangenis. Op 15 oktober 1989 werd hij vrijgelaten.